# كريس بالدوين
كريس بالدوين (بالإنجليزية: Chris Baldwin)‏ هو دراج أمريكي، ولد في 15 أكتوبر 1975 في شيكاغو في الولايات المتحدة.

## وصلات خارجية
- كريس بالدوين على موقع الاتحاد الدولي للدراجات (الإنجليزية)
- كريس بالدوين على موقع أرشيف الدراجات (الإنجليزية)
- كريس بالدوين على موقع إحصائيات الدراجات الإحترافية (الإنجليزية)
- كريس بالدوين على موقع نسبة الدراجات (الإنجليزية)